# Соколовая гора
Соколо́вая гора — возвышенность высотой 165 метров, расположенная в северо-восточной части города Саратова.

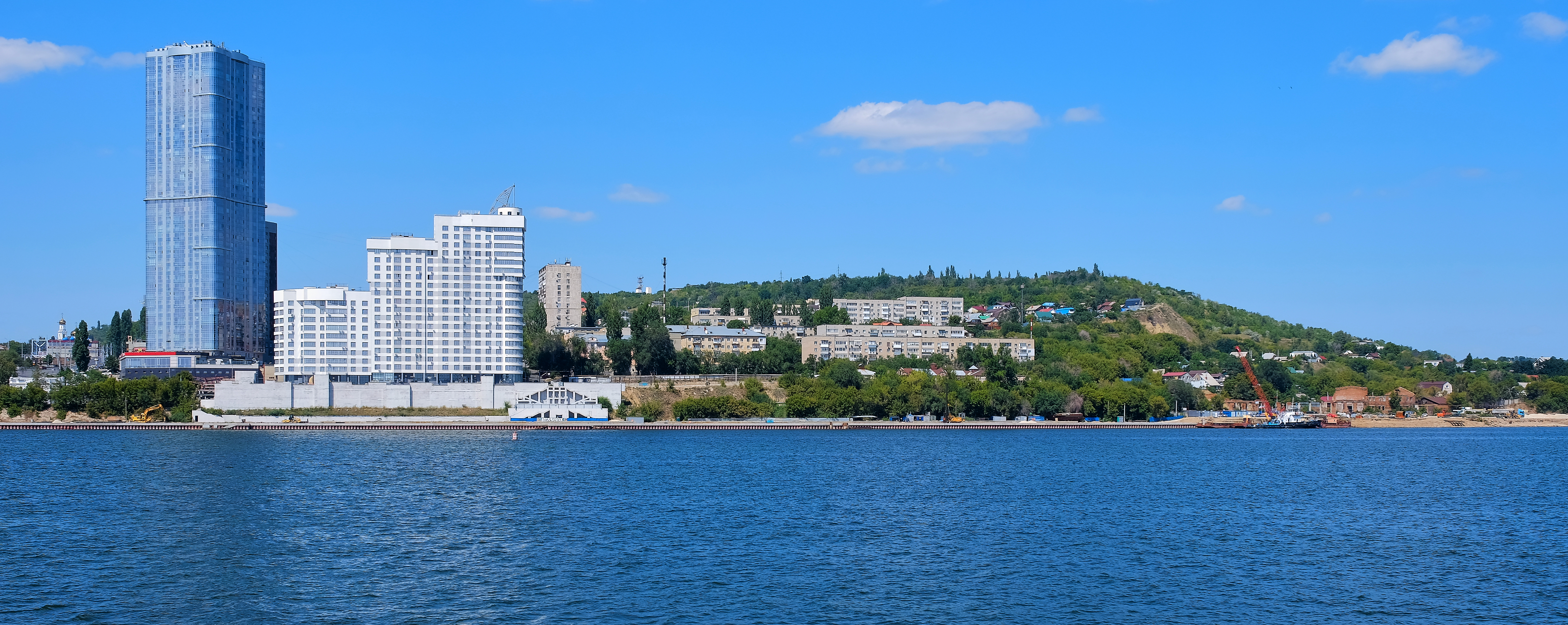
Соколовая гора вид с Волги

## История
В 1914 году на Соколовой Горе в городских казармах был расквартирован 185-й пехотный Башкадыкларский полк.
Территория, прилегающая к этому району, была заселена в процессе роста городской агломерации в середине XX века. Из-за преобладания глинистых почв и общего наклона местности в сторону Волги является территорией оползневой активности. В этом районе ведётся добыча нефти, находящиеся здесь месторождения на данный момент[когда?] дали свыше 30 миллионов тонн нефти. Северо-западную часть возвышенности занимал аэропорт Саратов-Центральный (закрыт с 2019 года). На территории Соколовой горы также расположен мемориальный комплекс Парк Победы с музеем боевой и трудовой славы и памятником «Журавли».
От татарского названия Соколовой горы «сары тау» — «жёлтая гора» предположительно произошло название города Саратова.

## Происхождение названия
По мнению А. А. Гераклитова, гора получила название от фамилии собственника земли на её плато: в конце XVII века вокруг сенокосных угодий вели спор саратовский посадский И. Соколов и Четырёхсвятский монастырь.